# 伊豆大島
伊豆大島（いずおおしま）は、日本の伊豆諸島北部に位置する島であり、伊豆諸島の中心的な島々の一つである。

## 概要
行政区域は、東京都大島町である。人口は2021年3月時点で7228人であり、その中の2,336人が西部の元町地区に居住して最大の集落を成している。
名物はツバキで、椿油が特産品である。
島の総面積の97%が富士箱根伊豆国立公園に指定されている。

## 地理

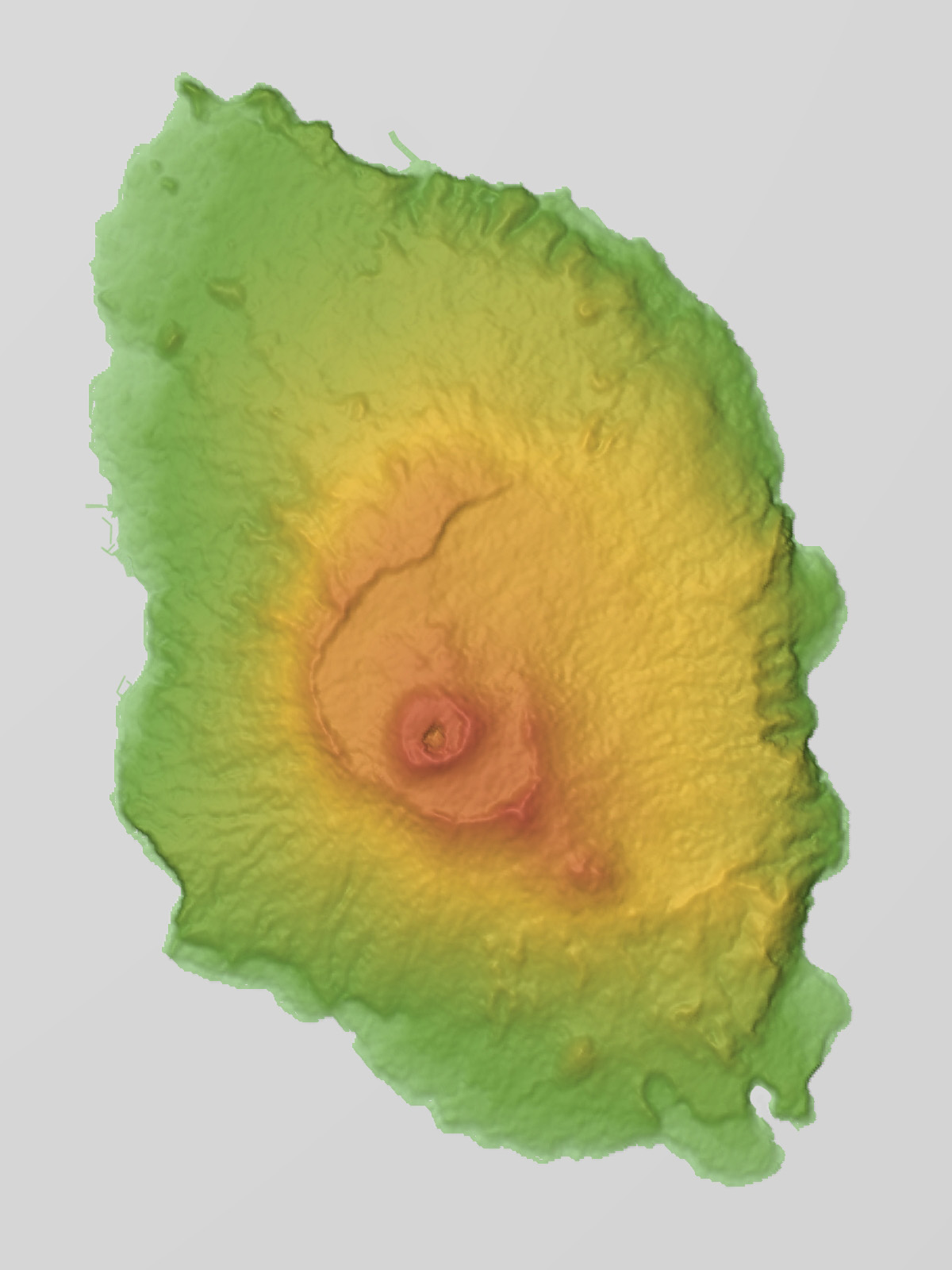
伊豆大島の地形図

伊豆諸島最大の島であり、本州で最も近い伊豆半島からは南東方約25kmに位置する。伊豆半島の石廊崎や三浦半島の剱崎と共に、相模灘（広義の意味での相模湾）の境界を形成する。面積は91.06km2。
伊豆・小笠原弧の火山島である。島は水深300〜400mほどの海底からそびえる火山の陸上部分であり、海底部分まで含めると1,000m程度の高さの火山となる。山頂部にはカルデラがあり、その中には中央火口丘の三原山がある。島の最高地点はこの三原山の標高758mの三原新山と呼ばれる高まりである。
側火山は確認できるものだけで800個以上存在し、北北西－南南東方向に多く分布するため、島はこの方向に伸びた形をしている。
2007年には日本の地質百選に選定され、2010年（平成22年）9月には「伊豆大島ジオパーク」が日本ジオパークに認定された。
また、火山噴火予知連絡会によって火山防災のために監視・観測体制の充実等の必要がある火山にも選定されている。

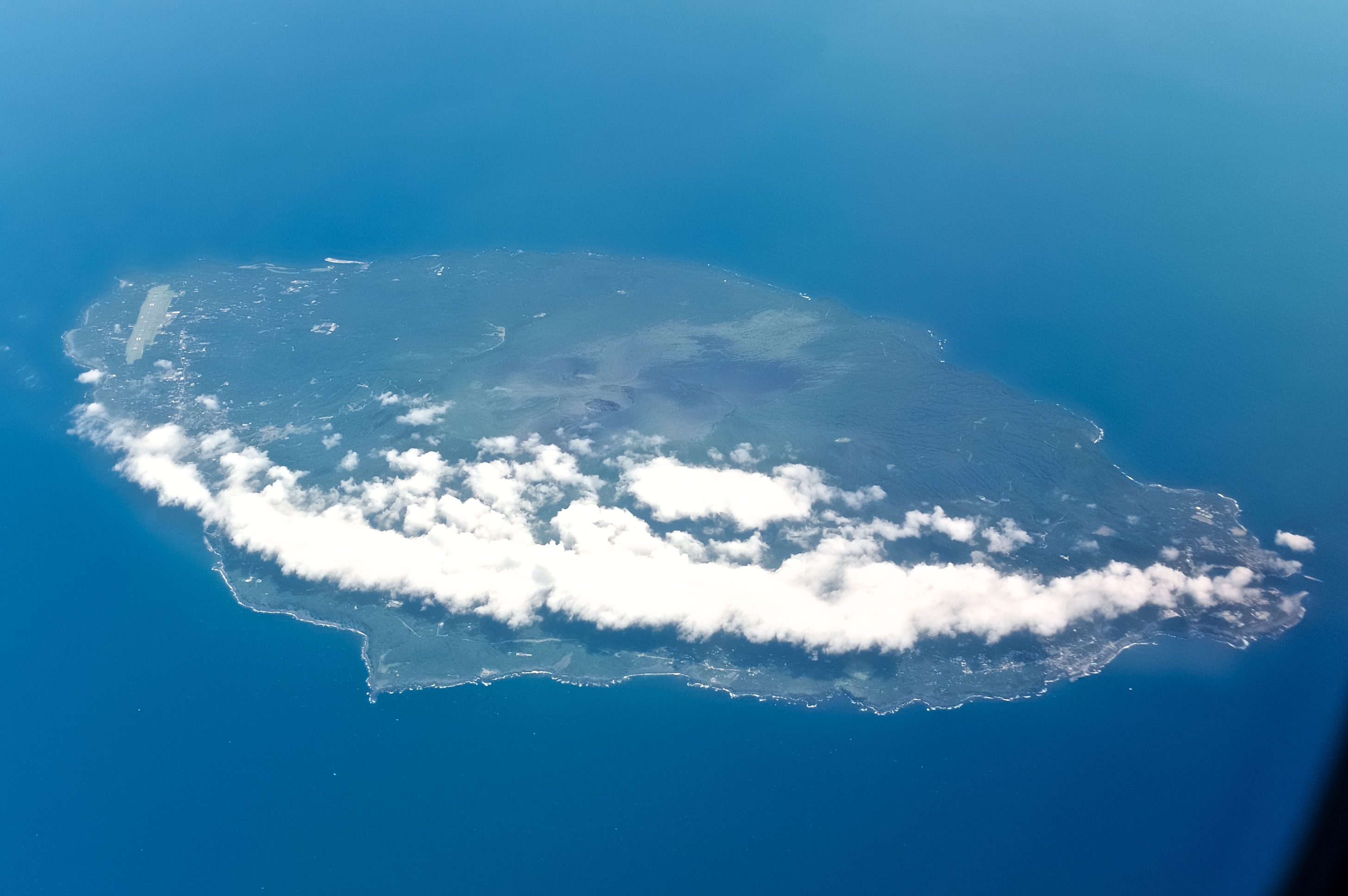
南南西から。
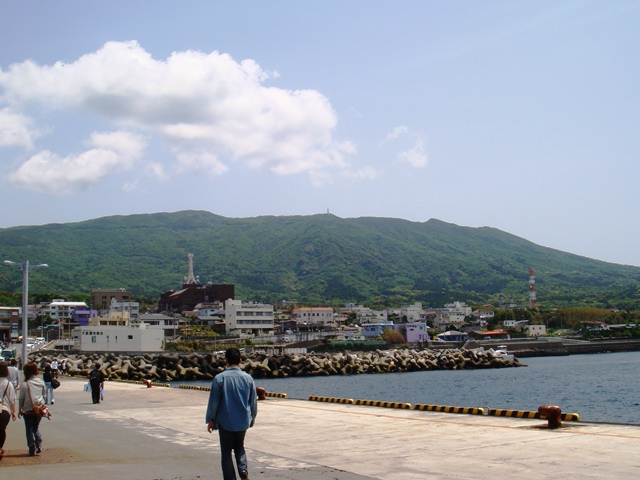
元町港と伊豆大島。
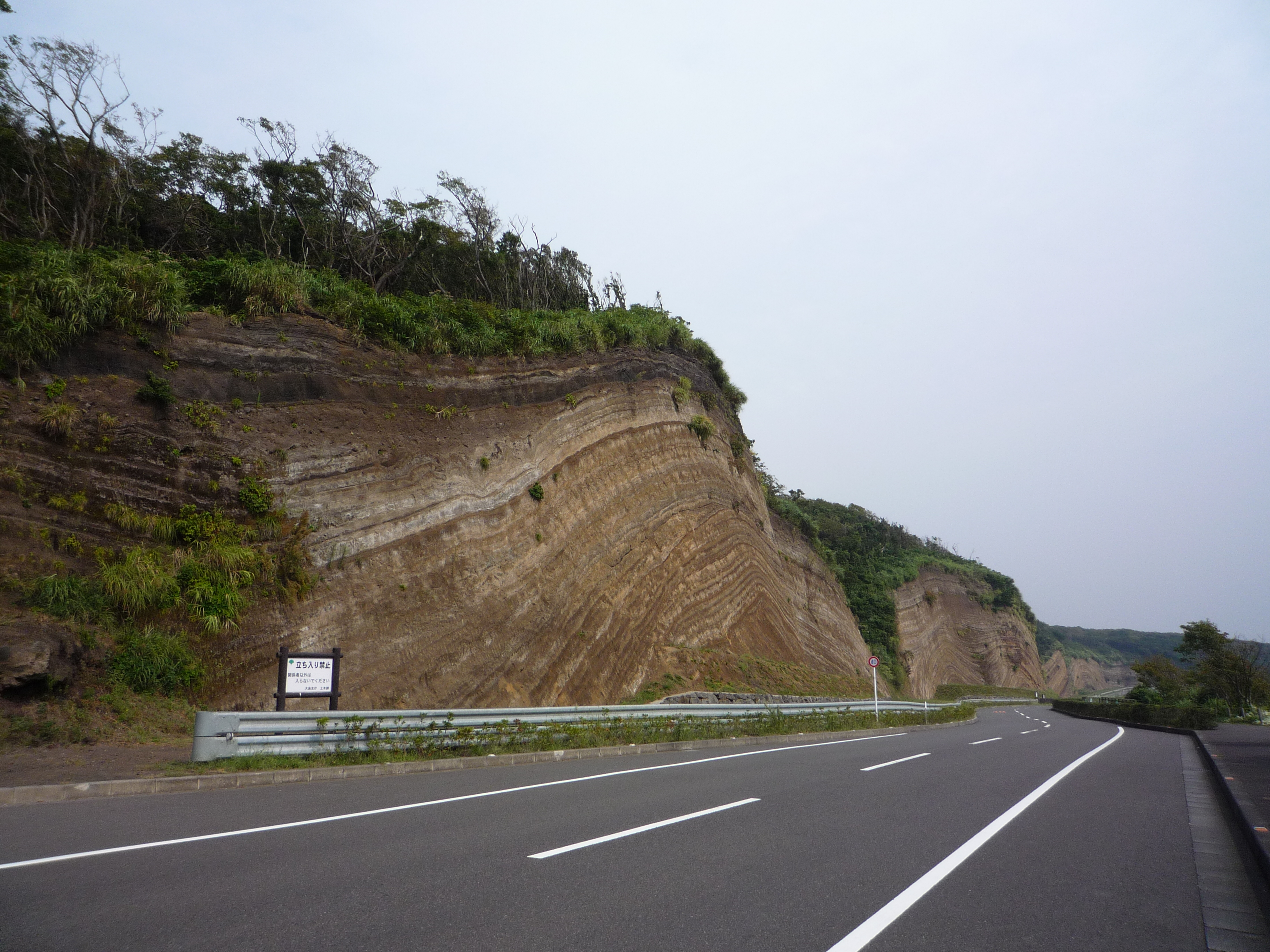
島内の幹線道路と火山噴出物による地層。地層大切断面と呼ばれている。
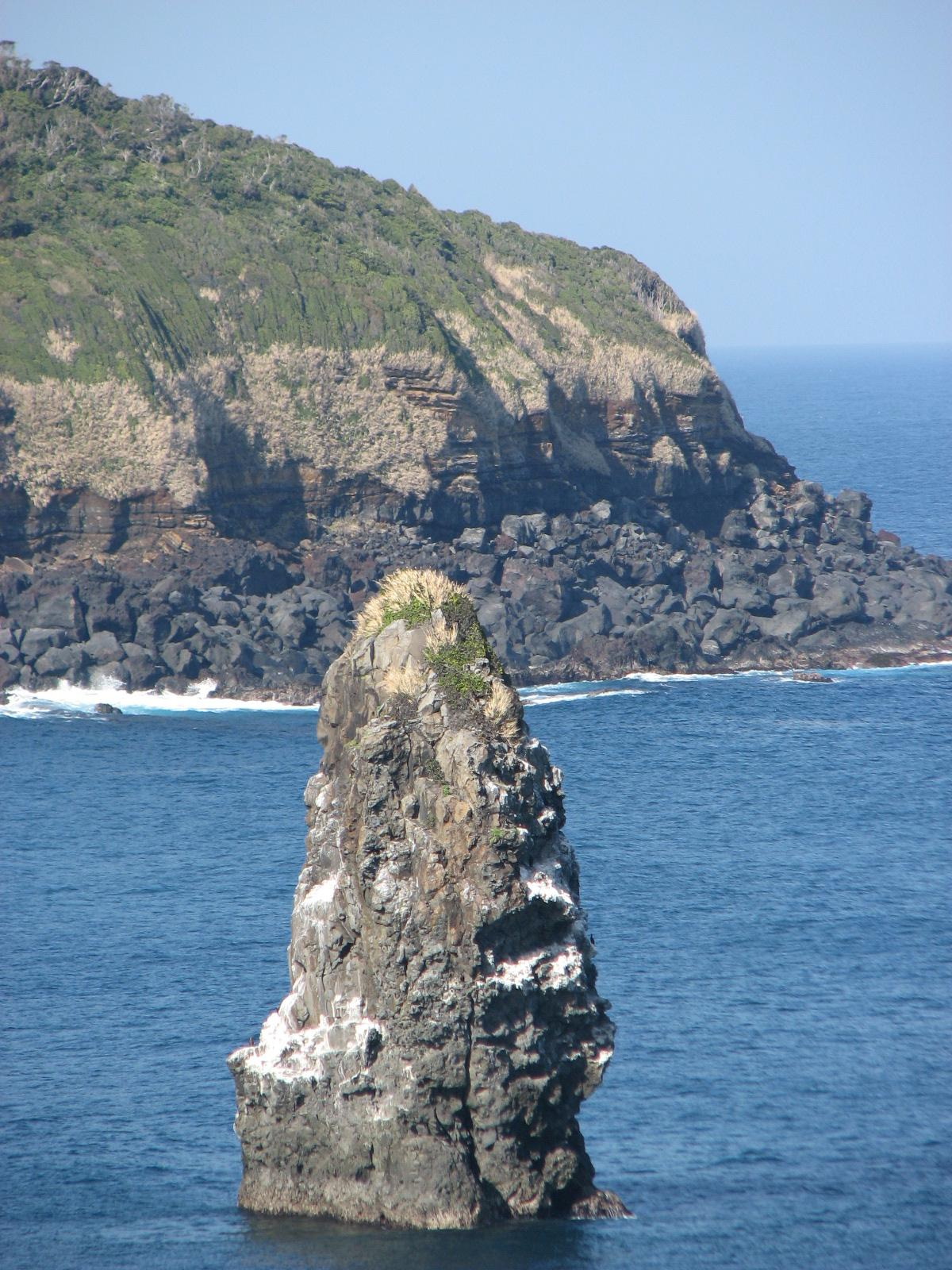
南西の海岸にある筆島。日本の渚百選に選ばれている。

## 気候
5月から8月にかけて南南西風が卓越風であり、それ以外は北東風が卓越風である。
| 大島町元町字家の上（大島特別地域気象観測所、標高74m）の気候  | 大島町元町字家の上（大島特別地域気象観測所、標高74m）の気候 | 大島町元町字家の上（大島特別地域気象観測所、標高74m）の気候 | 大島町元町字家の上（大島特別地域気象観測所、標高74m）の気候 | 大島町元町字家の上（大島特別地域気象観測所、標高74m）の気候 | 大島町元町字家の上（大島特別地域気象観測所、標高74m）の気候 | 大島町元町字家の上（大島特別地域気象観測所、標高74m）の気候 | 大島町元町字家の上（大島特別地域気象観測所、標高74m）の気候 | 大島町元町字家の上（大島特別地域気象観測所、標高74m）の気候 | 大島町元町字家の上（大島特別地域気象観測所、標高74m）の気候 | 大島町元町字家の上（大島特別地域気象観測所、標高74m）の気候 | 大島町元町字家の上（大島特別地域気象観測所、標高74m）の気候 | 大島町元町字家の上（大島特別地域気象観測所、標高74m）の気候 | 大島町元町字家の上（大島特別地域気象観測所、標高74m）の気候 |
| 月                                                           | 1月                                                         | 2月                                                         | 3月                                                         | 4月                                                         | 5月                                                         | 6月                                                         | 7月                                                         | 8月                                                         | 9月                                                         | 10月                                                        | 11月                                                        | 12月                                                        | 年                                                          |
| ------------------------------------------------------------ | ----------------------------------------------------------- | ----------------------------------------------------------- | ----------------------------------------------------------- | ----------------------------------------------------------- | ----------------------------------------------------------- | ----------------------------------------------------------- | ----------------------------------------------------------- | ----------------------------------------------------------- | ----------------------------------------------------------- | ----------------------------------------------------------- | ----------------------------------------------------------- | ----------------------------------------------------------- | ----------------------------------------------------------- |
| 最高気温記録 °C （°F）                                       | 20.9 (69.6)                                                 | 21.0 (69.8)                                                 | 23.1 (73.6)                                                 | 25.5 (77.9)                                                 | 28.4 (83.1)                                                 | 32.3 (90.1)                                                 | 34.3 (93.7)                                                 | 35.9 (96.6)                                                 | 33.7 (92.7)                                                 | 29.9 (85.8)                                                 | 25.1 (77.2)                                                 | 23.1 (73.6)                                                 | 35.9 (96.6)                                                 |
| 平均最高気温 °C （°F）                                       | 11.0 (51.8)                                                 | 11.6 (52.9)                                                 | 14.2 (57.6)                                                 | 18.2 (64.8)                                                 | 21.9 (71.4)                                                 | 24.3 (75.7)                                                 | 27.8 (82)                                                   | 29.5 (85.1)                                                 | 26.7 (80.1)                                                 | 22.0 (71.6)                                                 | 17.8 (64)                                                   | 13.4 (56.1)                                                 | 19.9 (67.8)                                                 |
| 日平均気温 °C （°F）                                         | 7.5 (45.5)                                                  | 7.8 (46)                                                    | 10.4 (50.7)                                                 | 14.4 (57.9)                                                 | 18.2 (64.8)                                                 | 21.0 (69.8)                                                 | 24.6 (76.3)                                                 | 26.0 (78.8)                                                 | 23.4 (74.1)                                                 | 18.9 (66)                                                   | 14.5 (58.1)                                                 | 10.0 (50)                                                   | 16.4 (61.5)                                                 |
| 平均最低気温 °C （°F）                                       | 3.9 (39)                                                    | 4.0 (39.2)                                                  | 6.6 (43.9)                                                  | 10.7 (51.3)                                                 | 14.8 (58.6)                                                 | 18.4 (65.1)                                                 | 22.2 (72)                                                   | 23.5 (74.3)                                                 | 20.8 (69.4)                                                 | 16.1 (61)                                                   | 11.3 (52.3)                                                 | 6.5 (43.7)                                                  | 13.2 (55.8)                                                 |
| 最低気温記録 °C （°F）                                       | −3.3 (26.1)                                                 | −4.0 (24.8)                                                 | −1.9 (28.6)                                                 | 0.1 (32.2)                                                  | 6.4 (43.5)                                                  | 10.4 (50.7)                                                 | 12.4 (54.3)                                                 | 16.0 (60.8)                                                 | 12.4 (54.3)                                                 | 7.2 (45)                                                    | 3.0 (37.4)                                                  | −3.0 (26.6)                                                 | −4.0 (24.8)                                                 |
| 降水量 mm （inch）                                           | 137.3 (5.406)                                               | 146.0 (5.748)                                               | 238.4 (9.386)                                               | 247.4 (9.74)                                                | 256.5 (10.098)                                              | 328.8 (12.945)                                              | 255.9 (10.075)                                              | 191.7 (7.547)                                               | 341.3 (13.437)                                              | 405.2 (15.953)                                              | 192.8 (7.591)                                               | 117.6 (4.63)                                                | 2,858.9 (112.555)                                           |
| 平均降水日数 （≥0.5 mm）                                     | 8.0                                                         | 8.6                                                         | 13.0                                                        | 12.0                                                        | 11.7                                                        | 13.7                                                        | 11.3                                                        | 9.7                                                         | 12.9                                                        | 13.1                                                        | 10.8                                                        | 8.4                                                         | 133.2                                                       |
| % 湿度                                                       | 64                                                          | 66                                                          | 70                                                          | 74                                                          | 79                                                          | 85                                                          | 87                                                          | 86                                                          | 83                                                          | 79                                                          | 74                                                          | 68                                                          | 76                                                          |
| 平均月間日照時間                                             | 153.7                                                       | 145.4                                                       | 158.1                                                       | 174.2                                                       | 179.7                                                       | 125.1                                                       | 150.8                                                       | 190.1                                                       | 141.0                                                       | 131.4                                                       | 140.3                                                       | 147.6                                                       | 1,837.2                                                     |
| 出典：気象庁（平均値：1991年 - 2020年、極値：1938年 - 現在） |                                                             |                                                             |                                                             |                                                             |                                                             |                                                             |                                                             |                                                             |                                                             |                                                             |                                                             |                                                             |                                                             |

## 生態系
伊豆諸島でも最も本州に近いだけでなく、面積も最大であり、生物相には他の伊豆諸島の島々と異なる部分が存在する。
代表的な植生としては「オオシマツツジ」がある他にも、日本列島に自生する10種もしくは11種のサクラ属の基本野生種の一つの固有種の「オオシマザクラ」の発祥地であり、島内に特別天然記念物の「大島のサクラ株」が存在する。伊豆諸島で特殊化したとされるシチトウスミレや、ヤブツバキも多い事も島の植生の特徴の一つである。
鳥類で特筆すべき種には、天然記念物であるカラスバトが存在する。
島嶼地域であるため、ニホンアシカ以外の大型の陸棲・半陸棲の哺乳類は自然分布しておらず、陸棲哺乳類の多様性の大部分はネズミ類とコウモリ類である。一方で、他の伊豆諸島とは異なり、ニホンイタチが在来種として存在する。日本列島の固有種であるアカネズミも生息し、伊豆大島の個体群が固有亜種である可能性も指摘されている。
本州に近いために陸棲の爬虫類や両生類の生息も他の伊豆諸島と比較しても目立ち、貴重なオカダトカゲは他の伊豆諸島の事情と異なりニホンイタチが在来種として分布しているため、イタチの存在に適応している。縄文時代に該当するイノシシの記録も存在するが、伊豆諸島におけるイノシシの記録が自然分布と人為的な要因のどちらに由来するのかに関しては不明瞭な点が多いとされる。
（野良猫など以外の）代表的な外来種には、キョン、タイワンザル、タイワンリス、モリアオガエル、ツチガエルなどがいる。人為的に持ち込まれた種ではないが、ムラサキシジミやアゲハチョウやタテハチョウは1990年代以降などに定着したと考えられている。
島の近辺を黒潮が流れており、ウミガメやシュモクザメなど様々な回遊性の海洋生物や海鳥が見られるため、ダイビングやバードウォッチングやフィッシングや漁業などの産業や観光資源を支えている。他の伊豆諸島から渡ってきたと思わしいミナミハンドウイルカも島の沿岸で見られ、マッコウクジラやツチクジラやザトウクジラや他の鯨類が島の周辺で見られることもあるが、とくに一部のクジラには船舶との衝突の危険性があり、東海汽船などの各運航会社にとって大島の周辺は要警戒海域と見なされている。
また、絶滅したとされているニホンアシカも生息していた。

## 人間史
大島で確立された島民の女性の衣装や生活スタイルを「アンコ」と呼ぶ風習があり、現在でも大島を象徴するイメージの一つとして観光に活かす動きもある。

### 中世以前
『日本書紀』の飛鳥時代の記述に、推古天皇28年（620年）八月条に掖玖（やく、現・屋久島）の人が「伊豆島」に漂着したとある。この伊豆島は伊豆諸島のことを指していると考えられる。書紀の記録ではほかにも、天武天皇4年4月18日条（675年5月20日）には麻績王の子が、同6年4月11日条（677年5月20日）には田史名倉などが伊豆島に流刑に処されている。
このように伊豆島は古くから流刑地とされ、『続日本紀』によれば神亀元年（724年）には伊豆国が安房国、常陸国、佐渡国などとともに遠流の地に定められた。『続日本紀』には文武天皇3年5月24日（699年6月29日）には役小角が「伊豆嶋」に流された記録があるが、『扶桑略記』での対応記述は「仍配伊豆大島」とされており、この配流地は伊豆大島だったと考えられる。律令制においては伊豆国賀茂郡に属していたが、江戸時代に入ると江戸幕府の直轄とされた。『殿暦』永久元年10月22日条（1113年12月9日）の記事によれば、同年に醍醐寺の仁寛（立川流の祖）が罪を得て「伊豆大島」に流されたという（永久の変）。
琉球王国の正史『中山世鑑』や『おもろさうし』、『鎮西琉球記』、『椿説弓張月』などでは、源為朝は保元の乱に敗れて捕らえられ、伊豆大島に配流された後に島々を掠領したために工藤茂光に攻められたが、伊豆諸島の人々の助けで現在の沖縄県の地に逃れ、その子が琉球王家の始祖舜天になったとされる。

### 中世
伊豆諸島は伊豆国に属しており、中世に入ると伊豆大島も伊豆国の知行国主の支配を受けた。鎌倉幕府執権の北条氏は伊豆守護職を世襲していたが、北条氏の滅亡に伴い終結した。『太平記』には南北朝初期の争乱で奥州へ向かった兵船が嵐のため伊豆大島に漂着したという記述があるが、史実か定かではない。
応永3年7月23日（1396年9月3日）には伊豆守護・上杉憲定に伊豆大島などの伊豆諸島を含む伊豆国の所領が交付されたという記録がある。この所領は前年七月二四日に父・上杉憲方の遺領として安堵されたものだった。また、『八丈島年代記』によると金川（現・神奈川県横浜市神奈川区）の領主・奥山宗林が八丈島、小島、青ヶ島、三宅島、御蔵島の代官となったとされるが、記述のない伊豆大島は別の代官が任命されていたか不明である。この後、戦国時代になると後北条氏が伊豆諸島全体を支配するようになった。なお、天文21年9月19日（1552年10月17日）の噴火の際に鎮静を願った祈祷札が今も元町の薬師堂にある。

### 近世
近世に入ると、島内は海方（または船手稼、浦方）と呼ばれる新島、岡田と、山方（または山手稼、釜方）と呼ばれる竈方野増、差木地、泉津の計5村で構成されるようになる。さらに後に差木地村から波浮湊村が分かれた。なお、天正18年（1590年）に関東の領主が徳川家康になった後も、伊豆諸島ではしばらく北条氏の旧臣の支配が続き、その後に江戸幕府の代官が治めるようになった。なお、生類憐れみの令の際に江戸などで集めた鳶・鷹・雉子などが宝永5年（1708年）まで20年余りにわたり島で放鳥された。やがて寛文10年（1670年）に代官の、享保8年（1723年）には手代の渡島も禁止され、以後は新島村の神主である藤井氏が行政を担当した。地役人を世襲で助ける島の有力者を島代官と称した。なお、享保2年（1717年）の改革により、島へ渡る役人と島の有力者を、それぞれ島役人、地役人と呼ぶようになった。
1703年12月31日（元禄16年11月23日）の元禄関東地震の大津波で、湖だった波浮港が外海とつながった。
大島では畑で大麦、里芋、大根、大豆などを植えていた。田がなかったため近世前期には年貢は塩で納められた。また、後に茶やサツマイモなども栽培され、養蚕も行われた。元禄2年（1689年）には釜方村などで製塩された2,000俵以上の塩が納められ、代わりに246俵の扶持米が給付されている。また、浦方には夏と秋に釣った鰹の4分の1ずつ運上と御口（付加税）、春と秋にはムロ、サバなどに10分の1の運上が課せられた。翌元禄3年（1690年）に塩年貢は廃止されて金と京銭による代金納となり、享保7年（1722年）には運上も金納となる一方で被下米が減っている。また同8年（1723年）からは薪、海苔や魚介類を船で江戸の問屋に売渡し、経費などを除いた利益の1割を上納するようになった。
江戸時代にも流刑地としての役割は続き、『伊豆大島志考』によると慶長12年（1607年）の岡部藤十郎をはじめ、同17年（1612年）にはキリシタンのジュリアおたあ、天和2年（1682年）に越後騒動に関連して小栗兵庫ら、元禄16年（1703年）には赤穂浪士の遺児ら4名（間瀬定八、吉田兼直、中村忠三郎、村松政右衛門）が流された。また、日蓮宗不受不施派の僧なども流されている。しかし流人受入れや三宅島までの流人船の御用が負担であったため、明和3年（1766年）に貢金の上乗せを条件に流人船御用が免除された。同年以降は大島への流人は途絶え、御蔵島・利島とともに寛政8年（1796年）に正式に流刑地から除外された。また、同年には島開所が設けられ、大島を含む伊豆諸島の水産物などは同所以外への販売が禁止された。この航路が長いため搬送中に魚の鮮度が落ちて商品競争力が激減したが、江戸の問屋が船足の速い押送船に大島の水主を乗せて魚介類を江戸に運送・販売することを願出て、文化13年（1816年）に許可されると売上は急増。漁業が島の産業の中で大きな比重を占めるようになった。

### 近代以降
明治になると、1882年（明治15年）に秋広平六が西洋帆船を建造し、本土との往来などに使われた。1897年（明治30年）には相陽汽船が伊東（現・静岡県伊東市）との間で航路を開き、翌年には同航路で実業家・杉本が和船の運航を始めた。1900年（明治33年）に逓信省は杉本と契約し、郵便輸送を開始した。なお、当時の鮮魚や畜産品などの貨物輸送は島民の船で島内の元町港や波浮港から東京市・横浜市へ直接向かった。

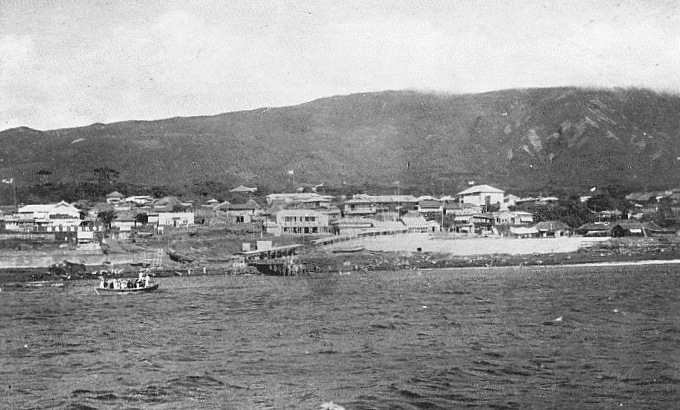
伊豆大島（1933年7月）

1906年（明治39年）には東京湾汽船が大島・伊東間に定期航路を開設し、翌年には東京市〜大島航路や東京市〜大島〜利島〜新島〜式根島〜神津島航路が命令航路となり、大島への寄港回数が年間96回以上となった。定期航路が整備されると和田三造や坂本繁二郎、中川一政、村山槐多らの著名人や芸術家が来島し、島を題材にした作品も残された。また、1928年（昭和3年）に東京市との間に日航便が就航し、同年には野口雨情作詞・中山晋平作曲の歌『波浮の港』が流行したこともあって観光客が増加した。1931年（昭和6年）には三原山の砂漠（溶岩原の通称）にロバやラクダが導入され、1935年（昭和10年）に大島自然動物公園（現・都立大島公園）が開園している。
横浜開港に伴う食肉需要の増加で島の放牧馬、牛、山羊が乱獲されて一時はほぼ絶滅したが、その後は肉牛の生産が活発になった。さらに明治30年代に乳牛・酪農が主流となり、1926年（昭和元年）の島内の飼育乳牛頭数は1,200頭にのぼっている。また、江戸時代末期に生産を解禁された炭は、従来の主要な商品だった薪とともに島の有力産業に成長した。この他、島内では古くから灯・整髪・食用に用いられた椿油は明治以降に機械油や整髪油として生産が増加した。1916年（大正5年）の島の産品は一位から順に海産物、牛酪、薪、炭、椿油となっている。
インフラストラクチャー面では1872年（明治5年）に野増で初の小学校が開校し、1875年（明治8年）に新島村と波浮で郵便局が開局した。1902年（明治35年）には下田（現・静岡県下田市）と大島の間に海底電線が開通した。1916年（大正5年）には元村と野増村で伊豆諸島で初の電灯が設けられ、1927年（昭和2年）には岡田、泉津、波浮港、差木地で送電が始まった。また、1931年（昭和6年）には島内で、1934年（昭和9年）には本土との間で電話が開通した。1933年（昭和8年）に大島六か村自動車道路が造られると、1935年（昭和10年）には島内でバス、トラックが運行されるようになった。なお、1940年（昭和15年）には伊豆諸島で最初の接岸桟橋を持つ岡田港が竣工した。
1923年（大正12年）9月1日の大正関東地震（関東大震災）では、高さ12 mの津波が襲った。
太平洋戦争下では、1943年（昭和18年）8月に日本軍の本格的な配備が始まり、アメリカ軍の上陸作戦を想定して、島民も動員して海岸から三原山中までトーチカを含む陣地や防空壕、飛行場（現・大島空港）が建設された。米軍の上陸はなかったものの、戦闘機の攻撃を受けた。サイパン島が陥落して、同島を含むマリアナ諸島に展開したB-29爆撃機による日本本土空襲が始まると、防空監視の拠点ともなった。南関東の都市が夜間空襲を受けて炎上すると、伊豆大島からも空が赤く見えたという。最終的に約1万人に増えた兵員に食糧を確保することと、米軍上陸時の被害を減らすため、1944年（昭和19年）以降は本土への集団疎開が進められて約3500人が島を離れたが、「どうせ死ぬなら先祖代々暮らしてきた島で」と居残りを望む島民もいた。疎開先は島民の縁故者や山梨県、長野県などで、やがて輸送船の不足もあって疎開は中止された。
1944年（昭和19年）には小笠原諸島への軍事輸送のために島内に送受信所が設置され、大日本帝国海軍第二魚雷艇特別攻撃隊の中間基地として波浮港が接収された。また、1945年（昭和20年）6月には本土決戦に備えて第321師団が配備された。
第二次世界大戦後の1946年（昭和21年）1月29日に、日本を占領統治した連合国軍最高司令官総司令部（GHQ）が発令したSCAPIN-677により、伊豆諸島は他の多くの離島とともに、日本の行政から切り離されることになった。これを受けて島民の中には暫定憲法を制定する行動もあったが、3月22日に方針が変更されて分離は行われなかった。
1952年（昭和27年）4月9日に、羽田発福岡行き日本航空301便「もく星号」が三原山の高度600 m（2,000 ft）に衝突し、31人が死亡した。
1955年（昭和30年）4月1日に、伊豆七島国定公園の一部となる。
1958年（昭和33年）の狩野川台風では、24時間雨量約400 mmにより土砂災害が発生し、元町地区の104棟が全半壊して死者、行方不明者各1人を出した。
1964年（昭和39年）7月7日に、富士箱根伊豆国立公園の一部となり、伊豆七島国定公園の指定が解除される。
1965年（昭和40年）1月11日午後11時頃に、元町港のすぐ近くにある寿司屋を兼ねた旅館を火元とする大火があり、折からの強風にあおられて消失面積15万平方メートル、全焼418戸、罹災408世帯の被害が出て1311名が焼け出される被害が出た。この火災に対しては災害救助法が適用された。この火災については約30キロメートル離れた対岸の伊豆半島の熱川や稲取からも見えたという。

## 自然災害
- 1978年（昭和53年）1月14日 - 伊豆大島近海の地震
- 1986年（昭和61年）に三原山が噴火した際、全島民が1か月にわたって島外避難した。

2013年（平成25年）10月には台風26号に襲われ、観測史上最大の24時間雨量 824mmを記録し、土砂災害により元町地区を中心に49名の死者・行方不明者を出した。降水量は観測開始以来最大であった。なお、この土砂災害に伴う地盤震動が島内に設置されている地震計で観測されていたが、土砂災害の直前予測に活用が可能と考える研究者もいる。

### 火山活動

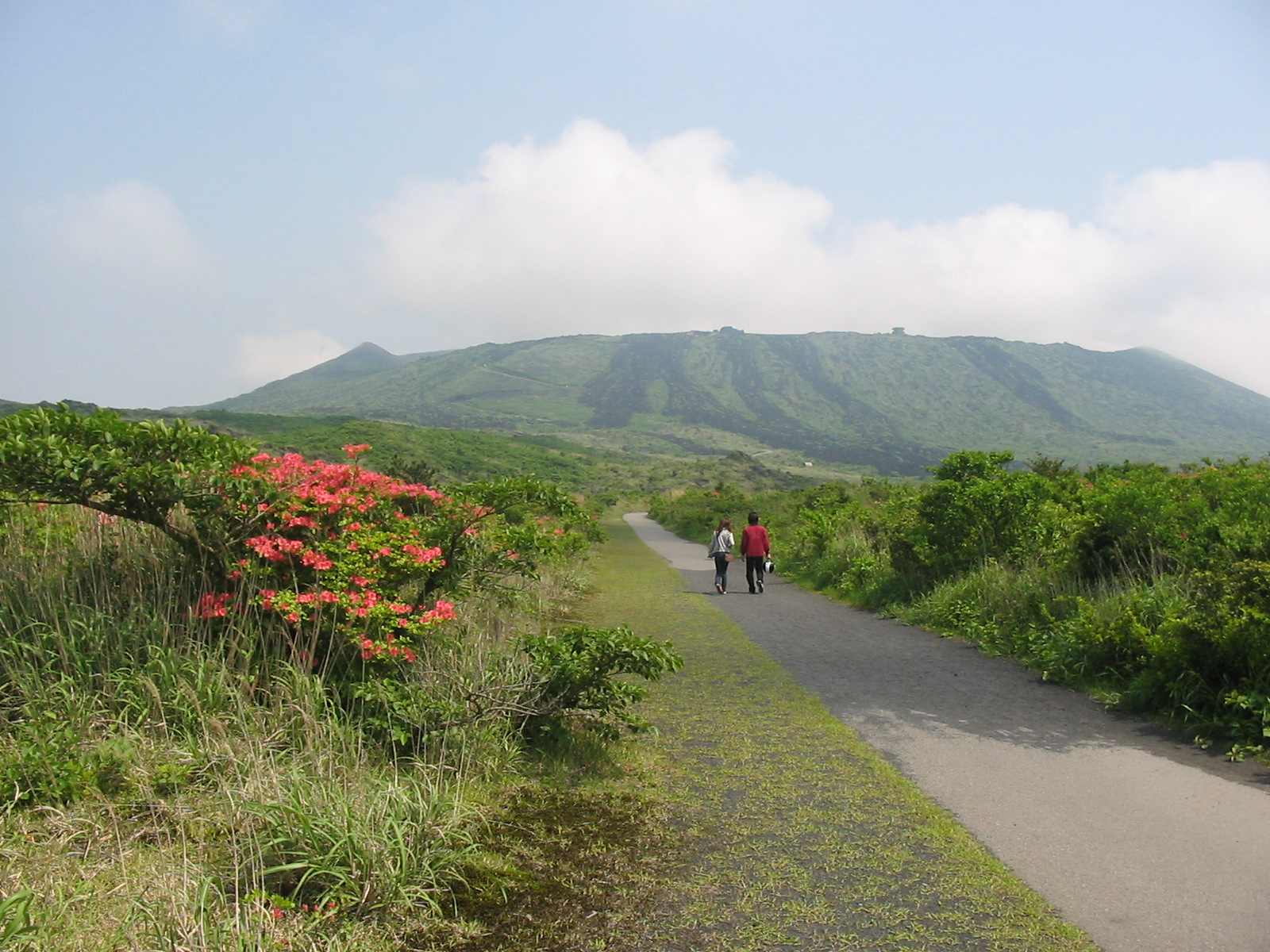
三原山を北西から。

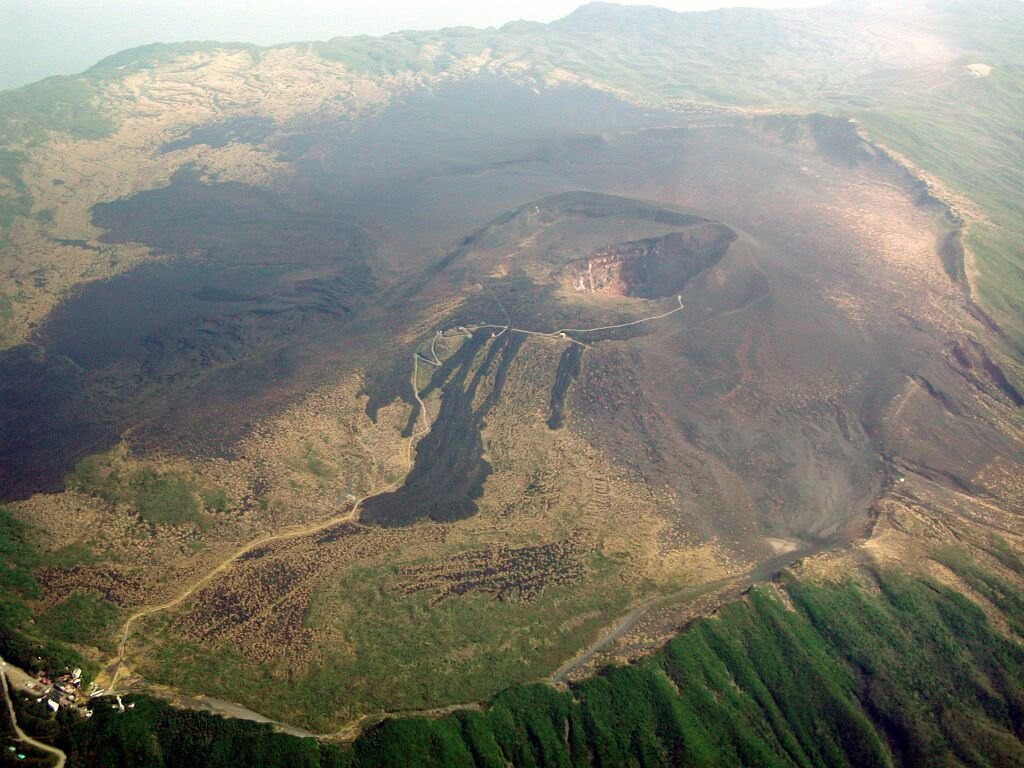
山頂のカルデラ。中央右に中央火口丘の三原山。

比較的に活動的な火山であるため、数多くの噴火記録が残っているが、20世紀以降は1912年-1914年、1950年-1951年、1986年に中規模以上の噴火があった。
特に1986年の噴火では、高度16,000mもの噴煙柱を伴う割れ目噴火や、溶岩流が人口集中地区に迫るなどして全島民が避難した。この3期間以外にもしばしば小規模な噴火を起こしており、1957年の噴火では死者が1名出ている。

#### 古期火山群
伊豆大島ができる前には岡田火山、行者窟火山、筆島火山があり北海岸から東海岸にかけて露出している。岡田火山は岡田港の西から乳ヶ崎にかけての海食岸に断続的に露出し主に玄武岩溶岩流と火砕岩の成層構造とそれに貫入する岩脈からなる。行者窟（ぎょうじゃのいわや）火山は東部海食岸に露出する2・3枚の安山岩溶岩からなる。筆島火山は行者窟火山の南の海食岸に露出し、玄武岩溶岩流と火砕岩の互層とそれに貫入する多数の岩脈からなる。筆島は筆島火山の主火道内の強固な火道角礫岩が海食に耐えて残ったもの。これらの火山群は鮮新世末から更新世に活動したと考えられているが、詳しい活動年代はわかっていない。

#### 伊豆大島火山
現在活動している伊豆大島火山は、古期火山群を覆って4万年前から5万年前に活動を開始したと考えられている。その時の堆積物は岡田から泉津にかけての海食崖に露出している凝灰角礫岩を主とする地層で玄武岩溶岩流を伴う。浅い海底でのマグマ水蒸気爆発による堆積物と考えられている。
成長を続けた伊豆大島火山は、およそ2万年前頃に現在とほぼ同じような陸上の火山活動に移行し、主に玄武岩質の火砕物、溶岩流の互層からなる成層火山体を形成した。島内南西部都道沿いの地層大切断面に見られる火砕物層は、約2万年間に堆積した主に降下スコリア、火山灰からなる地層で、2万年前から現在まで100回以上の噴火活動が認められる。多くの側噴火も発生した。歌にも歌われた波浮港も9世紀に形成された側火山の一つである。側噴火はほぼ全て北北西－南南東方向の割れ目火口から噴出しており、伊豆大島が北北西－南南東方向に延びた形をしているのもそのためである。
約1700年前に噴火（S2.0噴火）に引き続いて山頂部で発生した大規模なマグマ水蒸気爆発により、現在山頂部に見られるカルデラ地形が作られたと考えられている。この時には低温の火砕流（火砕物密度流）が発生し、ほぼ全島を覆った。その後、少なくとも10回の大規模噴火（噴出量数億トン以上）が発生しており、西暦860年前後のN1.0噴火、1421年の応永(Y4.0)噴火、1552年の天文(Y3.0)噴火、1684年-1690年の天和(Y2.0)噴火、1777年-1792年の安永(Y1.0)噴火はマグマ噴出量が0.1 DRE km3を超える大規模な噴火であったと推定されている。最近2万年間の平均マグマ噴出量は約1.6 DRE km3/千年となっている。
歴史噴火記録が十分残されている大規模噴火として、1777-78年の「安永の噴火」がある。1777年8月末にカルデラ内の山頂火口から噴火が始まり、火山毛、スコリアの降下があった。山頂噴火活動は比較的穏やかだったが、翌1778年2月末頃まで続いた。同年4月19日から激しい噴火が始まり、降下スコリアが厚く堆積し、溶岩の流出が起こった。この時の溶岩流は北東方向に細く流れ、泉津地区の波治加麻神社付近まで流れ下った。5月末頃には噴火は沈静化した。10月中旬頃から再び噴火が激しくなり、11月に再び溶岩の流出が起こった。この時の溶岩流は三原山南西方向にカルデラを超えて流れ下ったほか、やや遅れて北東方向にも流れ、現在の大島公園付近で海に達した。溶岩の流出などは年内には収まったが、1783年から大量の火山灰を噴出する活動が始まり、1792年まで噴火が続いた。この時に降り積もった火山灰の厚さは中腹で1m以上に達し、人家、家畜、農作物に大打撃を与えた。

#### 明治以降の中規模噴火
明治以降の噴出量が数千万トンの中規模噴火として、1876-77年噴火、1912-14年噴火、1950-51年噴火がある。いずれも三原山山頂火口から比較的穏やかな溶岩噴泉、ストロンボリ式噴火、溶岩流流出を起こす噴火だった。1876-77年噴火はナウマンによる噴火記載が行われるなど、明治以降の噴火は科学的な噴火観測記録が残されるようになった。これらの中規模噴火に引き続き、十数年にわたって小規模だがやや爆発的な噴火活動が続く傾向があり、1957年には火口近くの観光客が噴火に巻き込まれ1名死亡、53名が重軽傷を負っている。

#### 1986-87年の噴火

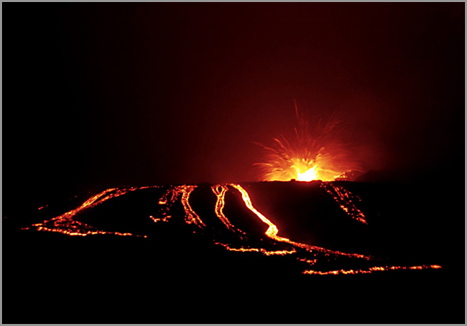
1986年

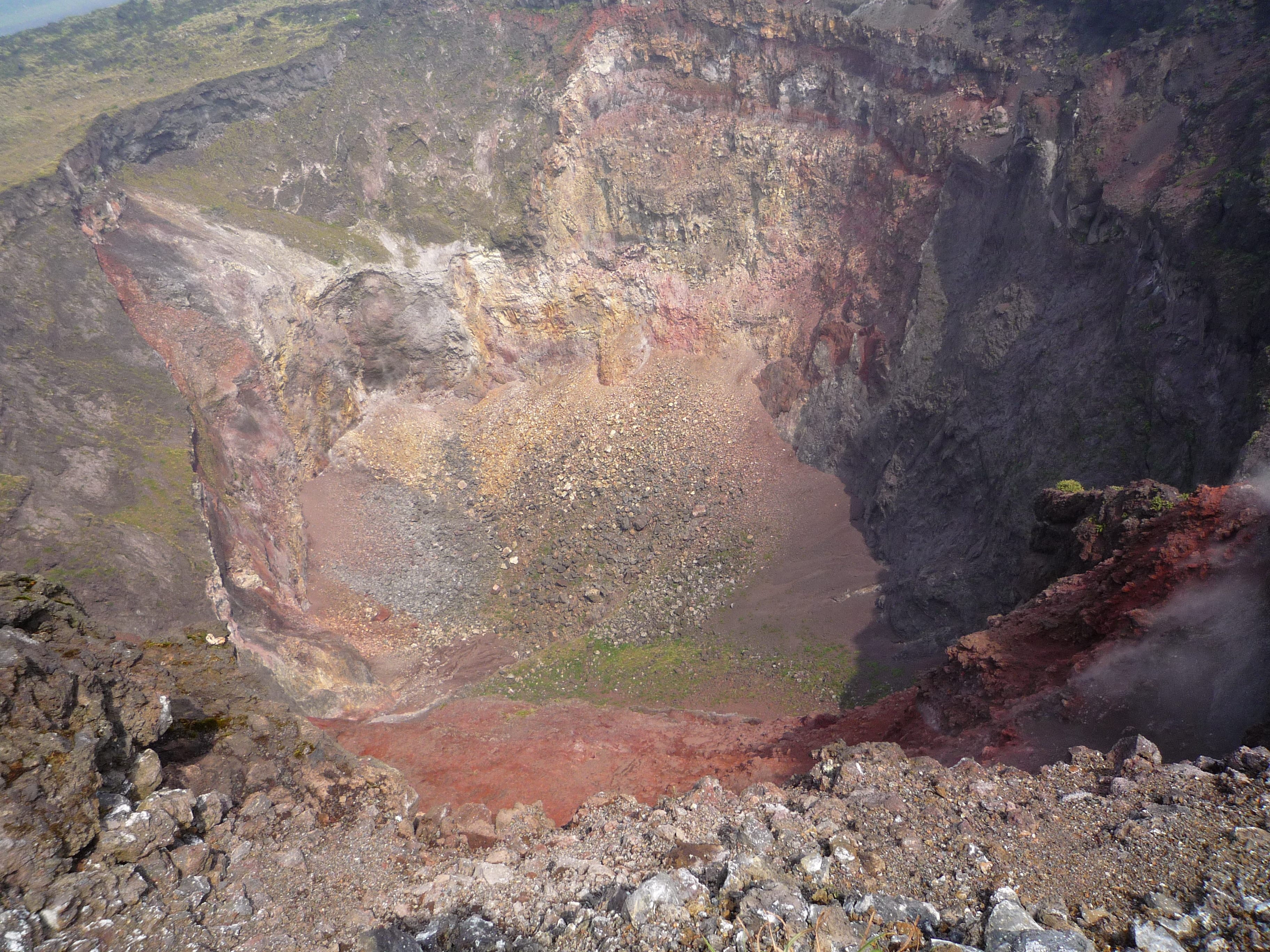
三原山の竪坑状火孔。

1974年の噴火を最後に静穏な状態が続き、三原山火口内には直径約300mの竪坑状火孔があった。1980年頃から地磁気の減少などの変化が認められるようになった。1986年に入ると小規模な地震の群発が島周辺で発生するようになり、7月頃には地磁気の急減少、比抵抗値の減少、火山性微動の発生など、噴火兆候と考えられる現象が顕著に観測されるようになった。その一方でカルデラ内の水準測量では膨張ではなく沈降が観測されており、噴火は切迫していないとも考えられていた。11月12日になると三原山火口壁から噴気が始まり、15日17時25分に噴火（1986A火口）が開始したことが確認された。19日には三原山山腹を溶岩が流れ下り、カルデラ床に達した。20日には三原山火口からの溶岩の噴出はほぼ終わり、噴火は爆発的になって、衝撃波による光環現象が頻繁に観察された。21日14時頃からカルデラ北部で地震活動が活発化し、多数の開口割れ目が発見された。16時15分にカルデラ床北部から割れ目噴火（1986B火口）が始まった。溶岩噴泉の高さは1000m以上に達し、噴煙高度は1万mを超え、島内東部にスコリアが大量に降下した。また溶岩流がカルデラ内に流出した。続いて三原山山頂の1986A火口も噴火を再開した。17時46分にはカルデラ内噴火割れ目北西延長のカルデラ外山腹（1986C火口）で噴火が始まり、溶岩流が元町に向けて流下し始めた。島内北部、西部の住民は島内南部の波浮地区に避難を開始したが、地震活動が南東部に移動するとともに、波浮地区周辺で開口割れ目が発見されたため、再び元町に戻るなど混乱が起きた。最終的に住民全員の島外避難が行われ、帰島は約1ヶ月後になった。割れ目噴火は21時頃に沈静化し始め、翌22日朝にはほぼ終了した。23日には1986A火口での噴火も終了した。12月18日にも小規模な噴火が1986A火口で起きた。
1986年12月18日以降表面活動は沈静化していたが、1987年7月頃から山頂直下で地震が増加し、三原山火口内で旧竪坑状火孔縁の位置にリング状の噴気活動が活発化した。11月16日10時47分に大音響を伴って爆発的な噴火が起こり、火口内を埋めた巨大な溶岩片を火口周辺に吹き飛ばすとともに、リング状の噴気に沿って火口が30m陥没した。18日にも噴火を伴って再び陥没し、直径約300m、深さ約150mの竪坑状火孔が再現した。噴出量に比べて陥没量が大きく、また陥没に伴って地下マグマ溜りがわずかに膨らむ現象が観測されており、三原山山頂竪坑状火孔内を埋めたマグマが逆流（ドレインバック）したと考えられている。その後、火山ガスによる農作物被害が生じたほか、数回小規模な噴火があったが、1990年の噴火を最後に沈静化して現在に至っている。
1990年以降噴火は発生していないが、現在に至るまで山体の膨張が続いており、地下ではマグマの供給が続いていると考えられている。

## 交通

### 航空機
- 大島空港 - 調布飛行場（新中央航空）
- 大島空港 - 三宅島空港・利島ヘリポート（東邦航空）

### 船舶
- 元町港・岡田港 - 伊東港・熱海港・稲取港・東京港竹芝埠頭・横浜港大さん橋・久里浜港・館山港(2〜3月のみ寄港)（東海汽船）

### 島内バス
- 大島バス（大島旅客自動車）

## 観光

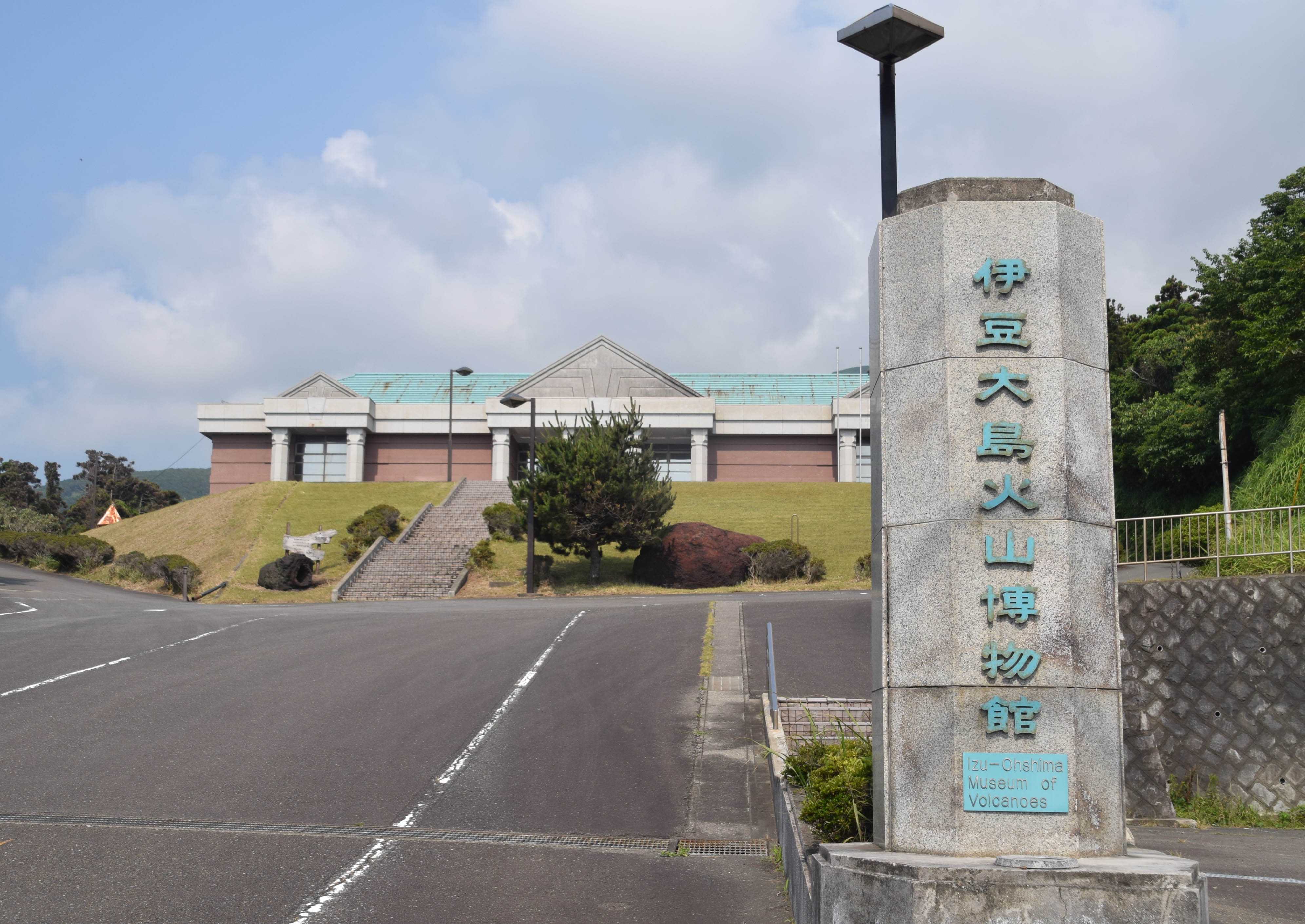
伊豆大島火山博物館（元町）

- 三原山 - 御神火様として昔から崇められ、「お鉢めぐり」という火口周遊の遊歩道がある。
- 大島温泉
- 波浮港
- 筆島
- 椿祭り (東京都)
- 伊豆大島火山博物館[39]
- 東京都立大島公園[40]
  - 大島公園動物園

## 社寺
『延喜式』神名帳には伊豆国賀茂郡の神社として波布比売命神社、阿治古神社、波治神社の名があり、それぞれ島内の波浮港の波布比咩命神社、野増の大宮神社、泉津の波治加麻神社に比定され、当時からこれらの神社が存在していたことがわかる。近世初頭の『伊豆国三嶋神主家系図』の記述では、慶雲元年（704年）に三原山が噴火したことから興島（三宅島と推定される）に祀っていた三島宮（現・静岡県三島市の三嶋大社）を大島に移したという。なお、三島宮はこの後の天平7年（735年）に現在地の伊豆府中に遷座した。
また、『今昔物語』には、配流された役小角が勤行したとされる山で蔵海という僧が嵯峨天皇の頃に修行を積み、地蔵寺を建立したという話がある。
また、保元の乱に敗れて伊豆大島に配流されてきた源為朝関連の八幡神社や為朝神社などもある。
- 八幡神社 - 源為朝関連。
- 吉谷神社 - 伝統的な三原大明神（三原山神格）遥拝神社。
- 三原神社 - 三原山（内輪山）山頂。
- 大宮神社 - 式内社、旧郷社。
- 波治加麻神社 - 式内社、旧郷社。
- 波布比咩命神社 - 式内社、旧郷社。
- 春日神社

## 遺跡
1901年（明治34年）坪井正五郎らにより龍ノ口遺跡が紹介された。これが大島で初めて知られた遺跡であり、現在までに51か所の遺跡が確認されている。以下に代表的なものの例を挙げる。

### 縄文時代
- 下高洞遺跡：島西部にあり、伊豆諸島で最古の竪穴建物跡がある。縄文早期および中期から晩期。
- 鉄砲場岩陰遺跡：島北東部にあり、伊豆諸島で唯一の岩陰遺跡がある。縄文前期。
- 龍ノ口遺跡：島南西部にある。縄文中期。

### 弥生時代
- カン沢遺跡：島北東部にある。
- ケーカイ遺跡：島北西部にある。
- 下高洞遺跡

### 古墳時代
- 大久保遺跡：島北部にある。
- 和泉浜C遺跡：島西部にある。
- 野増遺跡：島西部にある。

### 奈良時代
- オンダシ遺跡：島西部にある。